# Marie-Denise Douyon
Marie-Denise Douyon (sinh năm 1961 tại Port-au-Prince, Haiti) là một họa sĩ, họa sĩ minh họa và họa sĩ đồ họa người Canada. Tác phẩm của cô đã được trưng bày trong các bảo tàng và phòng trưng bày ở Canada, Mỹ, Châu Âu và Châu Phi.

## Đời sống
Douyon sinh ra ở Haiti nhưng chạy trốn khỏi chế độ Duvalier cùng cha mẹ vào năm 1964, và cuối cùng định cư tại Morocco năm 1966. Cô đã hoàn thành bằng cấp nghệ thuật thị giác tại Học viện Công nghệ Thời trang New York ở Manhattan, Thành phố New York. Sau khi Jean-Claude Duvalier sụp đổ từ năm 1986, Douyon trở lại Haiti. Đầu những năm 1990, cô bị chính quyền quân sự Haiti bắt giữ, tra tấn và cầm tù, nhưng được thả vào ngày 7 tháng 2 năm 1991 như một phần của ân xá chung của các tù nhân chính trị Haiti. Từ năm 1991, Douyon đã sống và làm việc tại Montreal, Quebec.

## Sự nghiệp
Tác phẩm của Douyon đã được trưng bày trong các bảo tàng và phòng trưng bày ở Canada, Pháp, Hoa Kỳ và vùng Caribbean. Năm 2004, tác phẩm của cô được trưng bày tại trụ sở của UNESCO ở Paris.
Douyon tích hợp các vật thể tìm thấy và loại bỏ vào nghệ thuật của mình để "củng cố ý thức tập thể xã hội" liên quan đến sự nóng lên toàn cầu và văn hóa tiêu dùng. Tác phẩm của cô cũng tham khảo bản sắc đa văn hóa và di sản châu Phi của cô.

## Triển lãm cá nhân
- Trung tâm văn hóa Verdun L'rt à Palabres, (Montreal, 2005)
- Galerie "Ail Trois Mailletz", Tiếng Pháp à (Paris, 2003)
- Galerie "Ail Trois Mailletz", Tiếng Pháp à (Paris, 2002)
- Maison de la văn hóa Rivière-des-Prairies (Montreal, 2002)
- Lễ hội quốc tế de la poésie Galerie Nationale de Dakar (Dakar, 2000)
- Château Morange (Saint-Denis, Réunion, 2000)
- Lễ hội d'Vancouver de Vancouver (Vancouver, 1998)
- Galerie d'art d'Outremont (Montreal, 1998)
- Galerie Céline Allard (Toronto, 1996) [6]

## Triển lãm nhóm
- Triển lãm mỹ thuật quốc gia đen, Phòng trưng bày Bourbon-Lally (Pétion-Ville, Haiti, 2005)
- Ngân hàng Phát triển Liên Mỹ (Washington, DC, 2004)
- Tiếng Pháp là Palabres, Trụ sở chính của UNESCO (Paris, 2004)
- Musée du Panthéon National Haïtien (Port-au-Prince, 1999) [6]